# جایزه بزرگ روسیه ۲۰۲۱
جایزه بزرگ روسیه ۲۰۲۱ (که به‌طور رسمی با نام فرمول ۱ وی‌تی‌بی راشن گراند پری ۲۰۲۱ شناخته می‌شود) یک مسابقه اتومبیل‌رانی فرمول یک است که در تاریخ ۲۶ سپتامبر ۲۰۲۱ در پیست سوچی برگزار شد. این مسابقه پانزدهمین دور از مسابقات جهانی فرمول یک ۲۰۲۱ خواهد بود. این دهمین دوره مسابقات جایزه بزرگ روسیه و هشتمین بار است که در سوچی برگزار می‌شود.

## زمینه

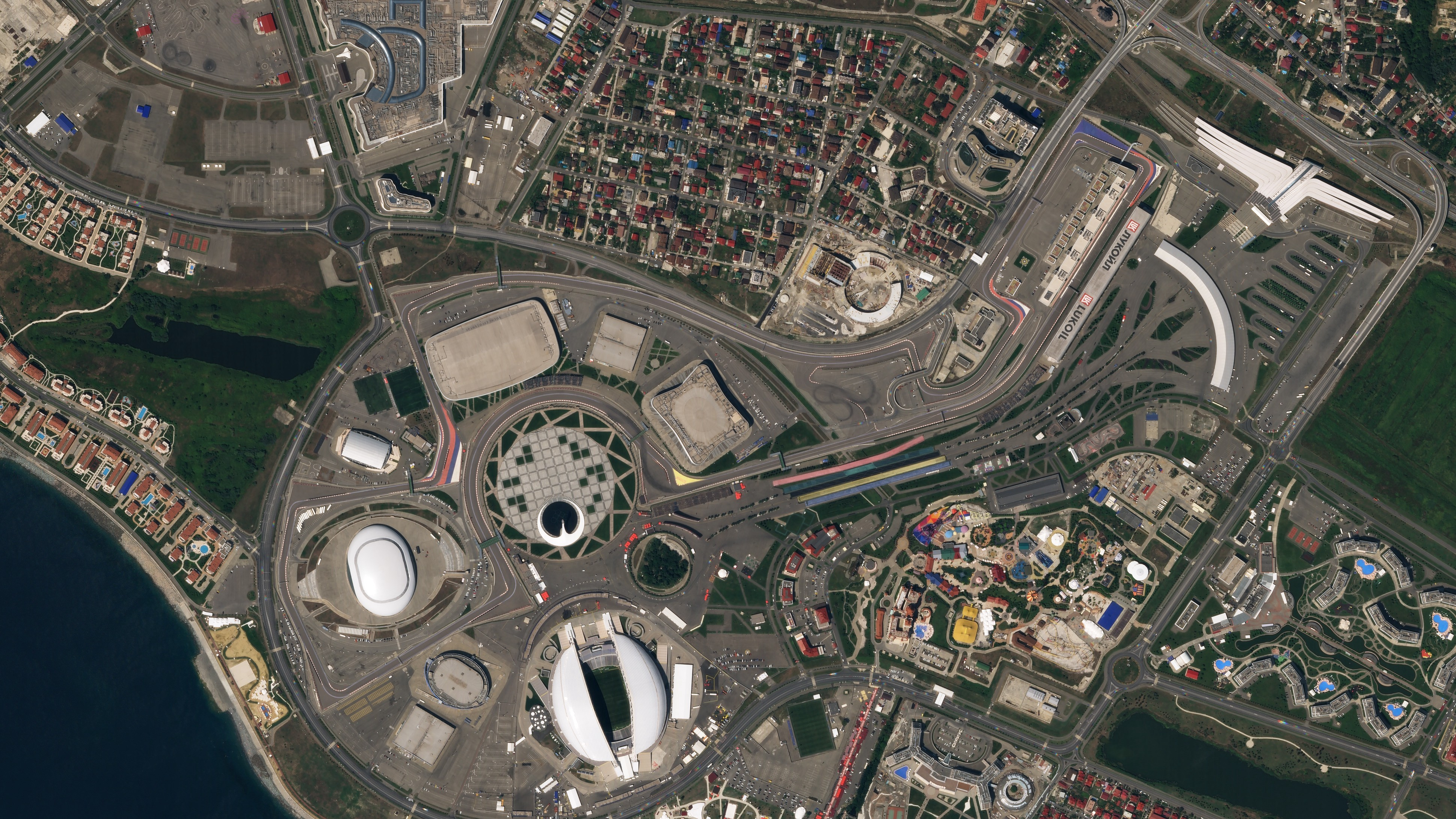
نمای هوایی پیست سوچی.

این رویداد، که قرار است در آخر هفته از ۲۴ تا ۲۶ سپتامبر در پیست سوچی برگزار شود، پانزدهمین دور از مسابقات فرمول یک فصل ۲۰۲۱ خواهد بود. این مسابقه دو هفته پس از جایزه بزرگ ایتالیا و دو هفته قبل از جایزه بزرگ ترکیه برگزار می‌شود. علیرغم مجبور شدن به عنوان یک شرکت کننده بی‌طرف با استفاده از نام RAF (فدراسیون اتومبیل‌رانی روسیه)، این جایزه بزرگ، مسابقه خانگی نیکیتا مازپین خواهد بود.

### جدول رده‌بندی قهرمانی قبل از مسابقه
ماکس فرستاپن با ۲۲۶٫۵ امتیاز، پنج امتیاز جلوتر از لوئیس همیلتون و پیشتاز در جدول قهرمانی رانندگان است. والتری بوتاس با ۱۴۱ امتیاز سوم است و لاندو نوریس با ۹ امتیاز کمتر چهارم است. سرجیو پرز با ۱۱۸ امتیاز در رده پنجم قرار دارد.
در جدول قهرمانی سازندگان، مرسدس با ۳۶۲٫۵ امتیاز پیشتاز است و ۱۸ امتیاز از ردبول که در رده دوم جلوتر است. مک‌لارن با ۲۱۵ امتیاز سوم است. فراری با ۱۳٫۵ امتیاز کمتر از مک‌لارن در رتبه چهارم قرار دارد. آلپاین با ۹۵ امتیاز در رده پنجم است.

### شرکت کنندگان
رانندگان و تیم‌ها همان لیست ورود به فصل خواهند بود و هیچ راننده دیگری برای مسابقه حضور ندارد. کیمی رایکونن برای این مسابقه بازمی‌گردد، پس از غیبت در دو مسابقه قبلی، که به دلیل ابتلا به ویروس کرونا بود.
حامی اصلی فراری، میشن وینو (Mission Winnow)، پس از درج نامش بر ماشین فراری در مسابقات بحرین، امیلیا رومانیا، پرتغال، اسپانیا، موناکو و آذربایجان در این مسابقه باز خواهد گشت. از جایزه بزرگ فرانسه تا مسابقه قبلی در ایتالیا به دلایل قانونی استفاده از نام میشن وینو امکان‌پذیر نبود.

### انتخاب تایر
تأمین کننده تایر مسابقات، پیرلی ترکیبات سی۳ هارد، سی۴ مدیوم و سی۵ سافت را برای استفاده در مسابقه اختصاص داده‌است.

### جریمه‌ها
پس از اینکه در مسابقه قبلی، ماکس فرستاپن و لوئیس همیلتون با یکدیگر برخورد کردند و هر دو از مسابقه خارج شدند، استوارت‌ها حادثه را بررسی کردند و تصمیم گرفتند که فرستاپن بیشتر مقصر است. استوارت‌ها تصمیم گرفتند که برای این رویداد ۳ رتبه جریمه به او بدهند. این بدان معناست که او سه رتبه پایین‌تر از جایی که در تعیین خط کسب می‌کند شروع خواهد کرد.

## تمرین

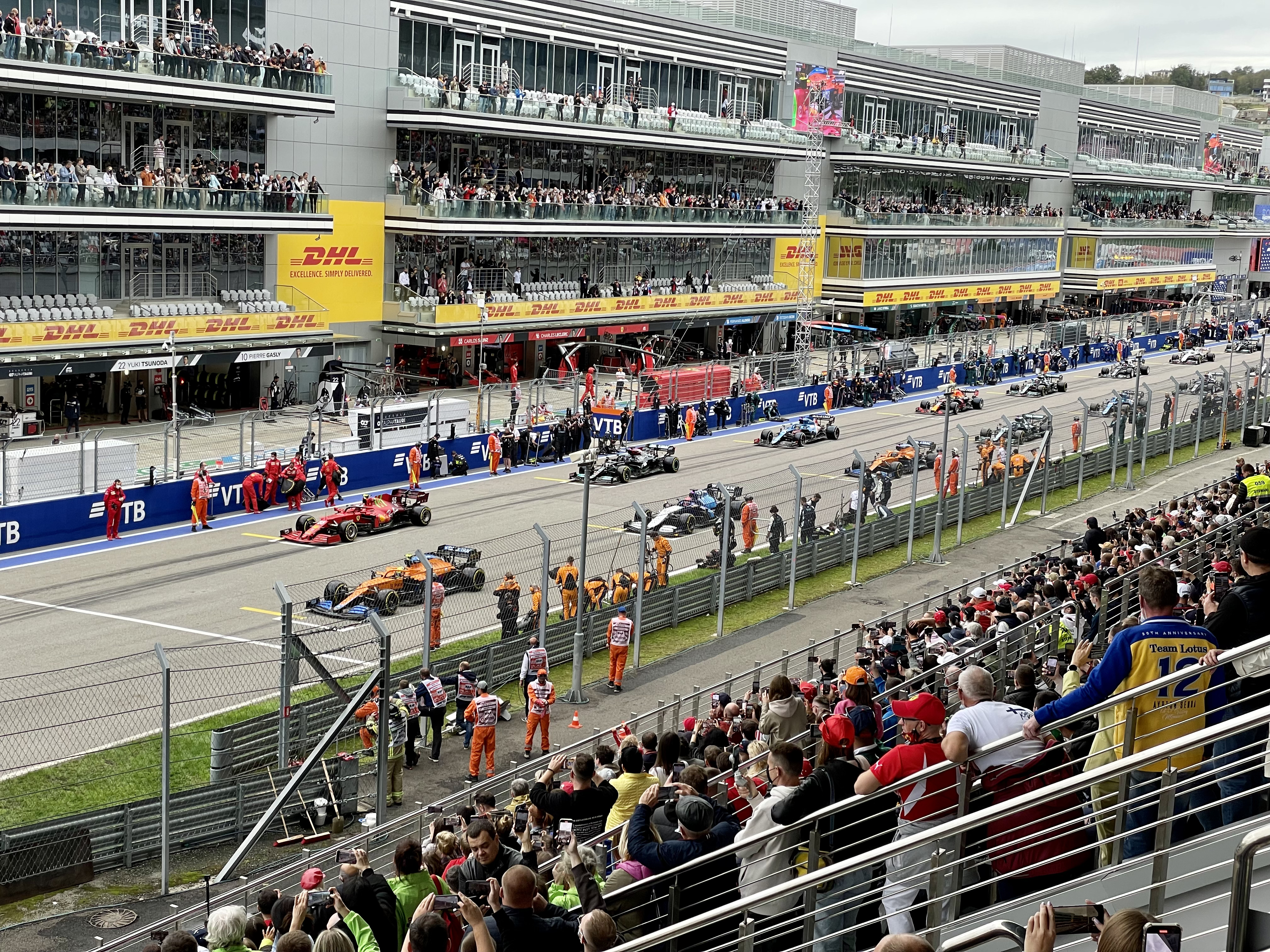
مسایقه جایزه بزرگ روسیه در سال۲۰۲۱ میلادی

تمرین آزاد اول ساعت ۱۱:۳۰ MST، در ۲۴ سپتامبر ۲۰۲۱ برگزار شد و بدون هیچ حادثه مهمی به پایان رسید. لاندو نوریس کنترل ماشین را از دست داد و چرخید ولی توانست آن را کنترل کند به پیت‌لین بازگردد. والتری بوتاس اول شد و هم تیمی‌اش در مرسدس، لوئیس همیلتون در رده دوم قرار گرفت. ماکس فرستاپن از ردبول سوم شد.
تمرین آزاد دوم ساعت ۱۵:۰۰ MST، در همان روز برگزار شد. تنها با ۱ وقفه به پایان رسید. ماشین آنتونیو جوویناتزی چرخید و به دیوار برخورد کرد و جلسه تمرینی خود را به پایان رساند و باعث اعلام پرچم قرمز شد. بوتاس و همیلتون دوباره اول و دوم شدند و پیر گاسلی از آلفاتاوری سوم شد.
تمرین سوم قرار بود ساعت ۱۲:۰۰ MST، در ۲۵ سپتامبر ۲۰۲۱ شروع شود، اما به دلیل شرایط نامساعد جوی لغو شد.

## تعیین خط
تعیین خط ساعت ۱۵:۰۰ MST، در تاریخ ۲۵ سپتامبر ۲۰۲۱ شروع شد.

### رده‌بندی تعیین خط
| جایگاه               | راننده            | شماره | تیم                | زمان‌ها    | زمان‌ها    | زمان‌ها   |
| جایگاه               | راننده            | شماره | تیم                | Q1        | Q2        | Q3       |
| -------------------- | ----------------- | ----- | ------------------ | --------- | --------- | -------- |
| ۱                    | لاندو نوریس       | ۴     | مک‌لارن-مرسدس       | ۱:۴۷٫۲۳۸  | ۱:۴۵٫۸۲۷  | ۱:۴۱٫۹۹۳ |
| ۲                    | کارلوس ساینز      | ۵۵    | فراری              | ۱:۴۷٫۹۲۴  | ۱:۴۶٫۵۲۱  | ۱:۴۲٫۵۱۰ |
| ۳                    | جورج راسل         | ۶۳    | ویلیامز-مرسدس      | ۱:۴۸٫۳۰۳  | ۱:۴۶٫۴۳۵  | ۱:۴۳٫۹۸۳ |
| ۴                    | لوییس همیلتون     | ۴۴    | مرسدس              | ۱:۴۵٫۹۹۲  | ۱:۴۵٫۱۹۲  | ۱:۴۴٫۰۵۰ |
| ۵                    | دنیل ریکیاردو     | ۳     | مک‌لارن-مرسدس       | ۱:۴۸٫۳۴۵  | ۱:۴۶٫۳۶۱  | ۱:۴۴٫۱۵۶ |
| ۶                    | فرناندو آلونسو    | ۱۴    | آلپاین-رنو         | ۱:۴۷٫۸۷۷  | ۱:۴۵٫۵۱۴  | ۱:۴۴٫۲۰۴ |
| ۷                    | والتری بوتاس      | ۷۷    | مرسدس              | ۱:۴۶٫۳۹۶  | ۱:۴۵٫۳۰۶  | ۱:۴۴٫۷۱۰ |
| ۸                    | لانس استرول       | ۱۸    | استون مارتین-مرسدس | ۱:۴۸٫۳۲۳  | ۱:۴۶٫۳۶۰  | ۱:۴۴٫۹۵۶ |
| ۹                    | سرجیو پرز         | ۱۱    | ردبول ریسینگ-هوندا | ۱:۴۶٫۴۵۵  | ۱:۴۵٫۸۳۴  | ۱:۴۵٫۳۳۷ |
| ۱۰                   | استابان اوکون     | ۳۱    | آلپاین-رنو         | ۱:۴۸٫۰۹۹  | ۱:۴۶٫۰۷۰  | ۱:۴۵٫۸۶۵ |
| ۱۱                   | سباستین فتل       | ۵     | استون مارتین-مرسدس | ۱:۴۷٫۲۰۵  | ۱:۴۶٫۵۷۳  | —        |
| ۱۲                   | پیر گسلی          | ۱۰    | آلفاتاوری-هوندا    | ۱:۴۷٫۸۲۸  | ۱:۴۶٫۶۴۱  | —        |
| ۱۳                   | یوکی سونودا       | ۲۲    | آلفاتاوری-هوندا    | ۱:۴۸٫۸۵۴  | ۱:۴۶٫۷۵۱  | —        |
| ۱۴۱                  | نیکلاس لطیفی      | ۶     | ویلیامز-مرسدس      | ۱:۴۸٫۲۵۲  | بدون زمان | —        |
| ۱۵۲                  | شارل لکلرک        | ۱۶    | فراری              | ۱:۴۸٫۴۷۰  | بدون زمان | —        |
| ۱۶                   | کیمی رایکونن      | ۷     | آلفارومئو-فراری    | ۱:۴۹٫۵۸۶  | —         | —        |
| ۱۷                   | میک شوماخر        | ۴۷    | هاس-فراری          | ۱:۴۹٫۸۳۰  | —         | —        |
| ۱۸                   | آنتونیو جوویناتزی | ۹۹    | آلفارومئو-فراری    | ۱:۵۱٫۰۲۳  | —         | —        |
| ۱۹                   | نیکیتا مازپین     | ۹     | هاس-فراری          | ۱:۵۳٫۷۶۴  | —         | —        |
| ۲۰۳                  | ماکس فرستاپن      | ۳۳    | ردبول ریسینگ-هوندا | بدون زمان | —         | —        |
| زمان ۱۰۷٪: ۱:۵۳٫۴۱۱۴ |                   |       |                    |           |           |          |
| منابع:               |                   |       |                    |           |           |          |

یادداشت‌ها
- ^ ۱ – نیکلاس لطیفی موظف است مسابقه را از آخر شروع کند زیرا از سهمیه تعویض پیشرانه و اجزای آن فراتر رفته‌است.[۲۴]
- ^ ۲ – شارل لکلرک موظف است مسابقه را به دلیل تعویض پیشرانه از آخر آغاز کند.[۲۵]
- ^ ۳ – ماکس فرستاپن به دلیل ایجاد برخورد در مسابقه قبلی، سه رده جریمه دریافت کرد.[۱۵] او همچنین موظف است مسابقه را به دلیل تعویض پیشرانه از آخر شروع کند.[۲۶]
- ^ ۴ – با توجه به این‌که تعیین خط در یک پیست خیس برگزار شد، قانون ۱۰۷٪ به اجرا در نیامد.[۲۷]

## مسابقه

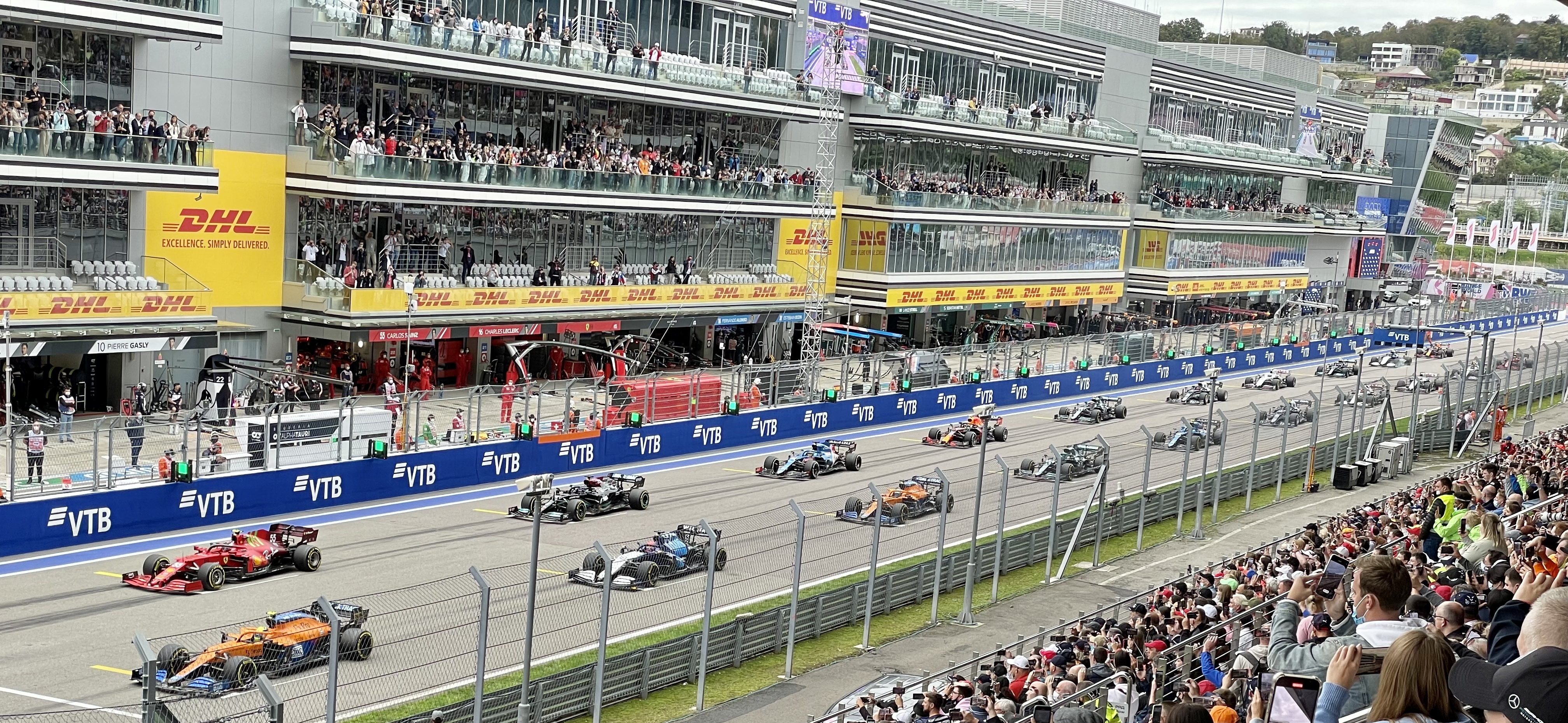
لحظه شروع مسابقه

این مسابقه ساعت ۱۵:۰۰ MST در ۱۲ سپتامبر ۲۰۲۱ برگزار شد.

### رده‌بندی مسابقه
| جایگاه                                                       | شماره | راننده            | سازنده             | دور | زمان         | امتیاز |
| ------------------------------------------------------------ | ----- | ----------------- | ------------------ | --- | ------------ | ------ |
| ۱                                                            | ۴۴    | لوییس همیلتون     | مرسدس              | ۵۳  | ۱:۳۰:۴۱٫۰۰۱+ | ۲۵     |
| ۲                                                            | ۳۳    | ماکس فرستاپن      | ردبول ریسینگ-هوندا | ۵۳  | ۵۳٫۲۷۱+      | ۱۸     |
| ۳                                                            | ۵۵    | کارلوس ساینز      | فراری              | ۵۳  | ۱:۰۲٫۴۷۵+    | ۱۵     |
| ۴                                                            | ۳     | دنیل ریکیاردو     | مک‌لارن-مرسدس       | ۵۳  | ۱:۰۵٫۶۰۷+    | ۱۲     |
| ۵                                                            | ۷۷    | والتری بوتاس      | مرسدس              | ۵۳  | ۱:۰۷٫۵۳۳+    | ۱۰     |
| ۶                                                            | ۱۴    | فرناندو آلونسو    | آلپاین-رنو         | ۵۳  | ۱:۲۱٫۳۲۱+    | ۸      |
| ۷                                                            | ۴     | لاندو نوریس       | مک‌لارن-مرسدس       | ۵۳  | ۱:۲۷٫۲۲۴+    | ۷۱     |
| ۸                                                            | ۷     | کیمی رایکونن      | آلفارومئو-فراری    | ۵۳  | ۱:۲۸٫۹۵۵+    | ۴      |
| ۹                                                            | ۱۱    | سرجیو پرز         | ردبول ریسینگ-هوندا | ۵۳  | ۱:۳۰٫۰۷۶+    | ۲      |
| ۱۰                                                           | ۶۳    | جورج راسل         | ویلیامز-مرسدس      | ۵۳  | ۱:۴۰٫۵۵۱+    | ۱      |
| ۱۱                                                           | ۱۸    | لانس استرول       | استون مارتین-مرسدس | ۵۳  | ۱:۵۶٫۱۹۸+۲   |        |
| ۱۲                                                           | ۵     | سباستین فتل       | استون مارتین-مرسدس | ۵۲  | +۱ دور       |        |
| ۱۳                                                           | ۱۰    | پیر گسلی          | آلفاتاوری-هوندا    | ۵۲  | +۱ دور       |        |
| ۱۴                                                           | ۳۱    | استابان اوکون     | آلپاین-رنو         | ۵۲  | +۱ دور       |        |
| ۱۵                                                           | ۱۶    | شارل لکلرک        | فراری              | ۵۲  | +۱ دور       |        |
| ۱۶                                                           | ۹۹    | آنتونیو جوویناتزی | آلفارومئو-فراری    | ۵۲  | +۱ دور       |        |
| ۱۷                                                           | ۲۲    | یوکی سونودا       | آلفاتاوری-هوندا    | ۵۲  | +۱ دور       |        |
| ۱۸                                                           | ۹     | نیکیتا مازپین     | هاس-فراری          | ۵۱  | +۲ دور       |        |
| ۱۹۳                                                          | ۶     | نیکلاس لطیفی      | ویلیامز-مرسدس      | ۴۷  | خسارت تصادف  |        |
| ب.                                                           | ۴۷    | میک شوماخر        | هاس-فراری          | ۳۲  | نشت سوخت     |        |
| سریع‌ترین دور: لاندو نوریس (مک‌لارن-مرسدس) - ۱:۳۷٫۴۲۳ (دور ۳۹) |       |                   |                    |     |              |        |
| منابع:                                                       |       |                   |                    |     |              |        |

یادداشت‌ها
- ^ ۱ – یک امتیاز برای سریع‌ترین دور.
- ^ ۲ – لانس استرول به دلیل برخورد با پیر گاسلی، ده ثانیه بعد از مسابقه جریمه شد. موقعیت نهایی او تحت تأثیر جریمه قرار نگرفت.[۲۹]
- ^ ۳ – نیکلاس لطیفی به دلیل اینکه بیش از ۹۰ درصد مسافت مسابقه را پشت سر گذاشت، در رده‌بندی قرار گرفت.[۲۹]

## رده‌بندی قهرمانی پس از مسابقه
جدول رده‌بندی قهرمانی رانندگان
| ت. ج      | جایگاه | راننده        | امتیازات |
| --------- | ------ | ------------- | -------- |
| ۱         | ۱      | لوئیس همیلتون | ۲۴۶٫۵    |
| ۱         | ۲      | ماکس فرستاپن  | ۲۴۴٫۵    |
| Unchanged | ۳      | والتری بوتاس  | ۱۵۱      |
| Unchanged | ۴      | لاندو نوریس   | ۱۳۹      |
| Unchanged | ۵      | سرجیو پرز     | ۱۲۰      |
| منبع:     |        |               |          |

جدول رده‌بندی قهرمانی سازندگان
| ت. ج      | جایگاه | سازنده             | امتیازات |
| --------- | ------ | ------------------ | -------- |
| Unchanged | ۱      | مرسدس              | ۳۹۷٫۵    |
| Unchanged | ۲      | ردبول ریسینگ-هوندا | ۳۶۴٫۵    |
| Unchanged | ۳      | مک‌لارن-مرسدس       | ۲۳۴      |
| Unchanged | ۴      | فراری              | ۲۱۶٫۵    |
| Unchanged | ۵      | آلپاین-رنو         | ۱۰۳      |
| منبع:     |        |                    |          |

- یادداشت: فقط پنج رده برتر برای هر دو مجموعه رده‌بندی قرار داده شده‌است.